# Jewgeni Michailowitsch Litwinkowitsch

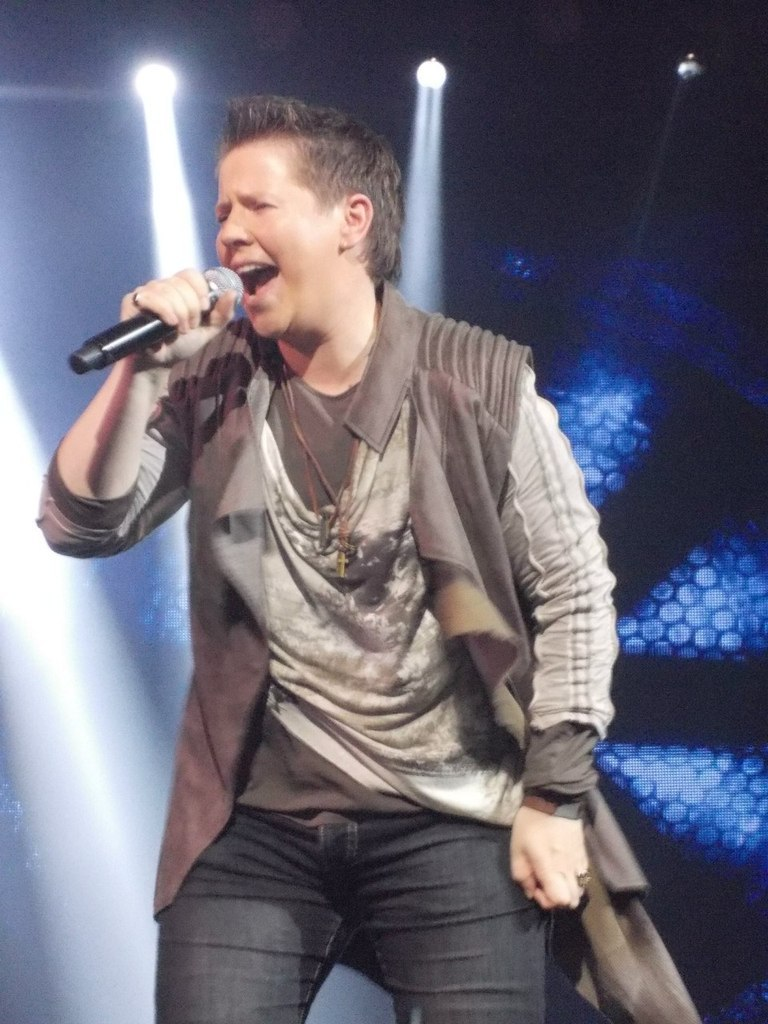
Jewgeni Litwinkowitsch, 2013

Jewgeni Michailowitsch Litwinkowitsch (belarussisch Яўген Міхайлавіч Літвінковіч; russisch Евге́ний Миха́йлович Литвинко́вич * 4. November 1982 in Schodsina, Weißrussische SSR) ist ein belarussischer Popsänger. 2012 war er Finalist der Show Ukrayina maye talant 4 und Anfang 2013 der Superfinalist der Show X-Factor 3.

## Biografie

### Jugend und Karriere-Beginn
Jewgeni Litwinkowitsch wurde am 4. November 1982 in der belarussischen Stadt Schodsina in die Familie des Schuhmeisters Michael Litwinkowitsch und der Fotografin Nadeschda Litwinkowitsch geboren. Nach dem frühen Tod seines Vaters half die ältere Schwester bei Jewgenis Erziehung.
Mit sieben Jahren besuchte er eine Schule mit dem Schwerpunkt in Musik- und Choreographieunterricht. Im Alter von 10 Jahren wurde er in die Kunstschule eingeschrieben, die er mit Auszeichnung abschloss. Gleichzeitig hat Litwinkowitsch Kampfkunst (Judo und Sambo) studiert und wurde Anwärter in Sambo. Er nahm an der russischen Fernsehshow KVN teil.
Nach der 9. Klasse kam er auf eine Schule mit dem Schwerpunkt Kunst und Restaurierung, die er später ohne Abschluss verließ und gründete aber dafür sein eigenes Unternehmen, einen Laden für Brillen und Handschuhe auf dem lokalen Markt. Außerdem eröffnete er zuerst eine Open-Air Disko «Zelle», und dann einen Nachtklub «Extra», das Restaurant «Paradiese» und ein kleines Café «Bei Zheka».
Parallel zu seiner Arbeit auf dem Markt erhielt Litwinkowitsch eine Teilzeitstelle als Toningenieur in DK «Rovesnik», wo er unter der Leitung von Nelly Hambardzumyan arbeitete. Hier fiel sein musikalisches Talent auf und es wurde ihm angeboten, seine musikalische Tätigkeit weiterzuführen. 2007 nahm Jewgeni am Stadtfest "Zhodino Frühling" teil, wo er einen Gesangswettbewerb gewann.
2009 wurde er Finalist von New Voices of Belarus im Rahmen einer Auswahl von Solisten für das staatliche Orchester. und nahm ein Duett mit der belarussischen Sängerin und Teilnehmerin am Eurovision Song Contest 2013, Aljona Lanskaja auf. Im Juli 2009 gewann Litwinkowitsch den X. Interregionalen Wettbewerb junger Sänger in der russischen Stadt Welisch, Oblast Smolensk.
2009–2010 nahm er an einem Projekt des belarussischen Fernsehsenders ONT teil. Anfang 2012 war Litwinkowitsch im Vorentscheid der Show Talent Akademie auf dem Kanal ONT, aber verließ den Wettbewerb nach der ersten Liveübertragung.
Vier Jahre lang beteiligte sich Litwinkowitsch an den Qualifikationsrunden des Wettbewerbs «Neue Welle» - 2010, 2011 (Finalist), 2012; 2013 als Kandidat von der Ukraine. 2012 nahm er an den internationalen Kunstfestival «Slawischer Basar» in Vitebsk teil.
Nach dem Vorentscheid zur vierten Staffel von Ukrayina maye talant in Minsk wurde Litwinkowitsch in die Show eingeladen. Er beteiligte sich mit dem Lied «Sweet People», das die ukrainische Sängerin Alyosha beim Eurovision Song Contest 2010 vorgeführt hatte. Er schaffte es bis zum Halbfinale, wo er Moj Fetisch (dt.: Mein Fetisch) von Lolita Miljawskaja gesungen hatte. Nach dem Willen der Jury schied Litwinkowitsch aus, wurde aber vom Publikum ins Finale gewählt, wo er mit dem Lied Katastrofitscheski (dt.: Katastrophal) von Diana Arbenina auftrat und den dritten Platz erreichte.
Im Herbst 2012 nahm Jewgeni Litwinkowitsch an der dritten Staffel der ukrainischen Ausgabe der Gesangstalentshow X-Factor teil. Litwinkowitsch wurde Superfinalist der Show und erreichte den 2. Platz in der Publikumswahl hinter der Siegerin Aida Nikolaichuk. Nach dem Ende der Show ging Jewgeni Litwinkowitsch gemeinsam mit anderen Teilnehmern auf Tournee in 19 Städten in der Ukraine (12. Januar – 3. Februar 2013).

### Solokarriere
Nach dem Ende der Show X-Factor hat Jewgeni einen 5-Jahres-Vertrag mit dem Kanal STB unterzeichnet und begann die Arbeit an dem ersten Album.
Am 6. April 2013 fand ein Fantreffen von Jewgeni Litwinkowitsch statt, wo er sein erstes für den 31. Mai geplantes Konzert ankündigte. In der zweiten Aprilhälfte begann der Verkauf von Tickets, die innerhalb einer Woche verkauft wurden. Deshalb wurde auch ein zusätzliches Konzert geplant. Beide Konzerte fanden in der Halle der nationalen Musikakademie der Ukraine namens P. Tschaikowski (Kiew Konservatorium) statt. Während des Konzerts wurde auch der erste CD «Snaki Sodiaka» («Zeichen des Tierkreises») präsentiert, der zusätzlich zu dem gleichnamigen Song, auch zwei weitere Songs Jewgeni «Wot tak-to lutschsche» («Das ist viel besser») und «K Tebe» («Zu Dir»), das Lied «Mama» (Musik bei L. Breite, Y. Vashchuk; Texte bei Tambovtseva), sowie 4 Songs, die in der Show X-Factor aufgeführt wurden, enthält.
Im August 2013 wurde ein Video für den Song «K Tebe» («Zu Dir») von dem Musikvideo-Regisseur Alexander Filatovich gedreht. Die Präsentation des Videos fand auf dem Hauptplatz von Kiew auf der großen Leinwand statt. Die Konzert-Tour «K Tebe» («Zu Dir») fand in 14 Städten der Ukraine in der Zeit vom 6. bis 21. November 2013 statt. Gleichzeitig mit dem Beginn der Tournee, kam das erste Album heraus, das 4 Songs vom Album «Snaki Sodiaka» («Zeichen des Tierkreises»): «Mama», «K Tebe» («Zu Dir»), «Wot tak-to lutschsche» («Das ist viel besser»), «Snaki Sodiaka» («Zeichen des Tierkreises») enthält, sowie neue Songs, von denen die meisten von Jewgeni selbst geschrieben wurden. Einer der Songs - «Anomalia» («Anomaly») - wurde am 16. Oktober 2013 auf dem ukrainischen Musikkanal präsentiert.
Als Ergebnis der im Jahr 2013 durchgeführten Arbeit, erhielt Jewgeni Litwinkowitsch den «Durchbruch des Jahres» von der Show «Die unglaubliche Wahrheit über die Sterne», den Kanal STB.
Am 21. Dezember 2013 nahm Litwinkowitsch an der nationalen Vorauswahl der Ukraine für den Eurovision Song Contest 2014 mit dem Song Streljanaja Ptiza (Schieße den Vogel) teil und belegte den 8. Platz aus 20 nach dem Ergebnis der Abstimmung von Publikum und Jury.
Im Frühjahr 2014 erschien das Lied «Mirashi» («Mirages»), gewidmet den tragischen Ereignisse um den Euromaidan in der Ukraine. Der Song wurde von Maria Zhitnikova, einer Teilnehmerin von der Show X-Factor geschrieben. Litwinkowitsch begann die Arbeit an einem neuen Album.
Im Mai 2014 im Finale der Show Ukrayina maye talant 6 präsentierte Jewgeni Litwinkowitsch den Titeltrack des Albums «Sdes i Sejtschas» («Hier und Jetzt»), und das Lied in der ukrainischen Sprache «Dijdu do mety» («Ich werde auf das Ziel gehen»), das von einem anderen Teilnehmer der Show X-Factor Arkady Voytyuk geschrieben wurde.
Im Sommer des Jahres 2014 nahm Jewgeni Litwinkowitsch den Song «Ohotniza» («Jägerin») mit der ukrainischen Sängerin Renata Stiefel. In der zweiten Hälfte des Jahres 2014 hatte der Sänger mehrere Tourneen in der Ukraine. Am 25. November 2014 erschien das Album «Sdes i Sejtschas» («Hier und Jetzt») und Jewgeni Litwinkowitsch führte eine Tour zur Unterstützung, der 12 Städte in der Ukraine abdeckte. Das neue Album enthält neue Songs, die von Litwinkowitsch, wie auch von anderen Autoren geschrieben wurden und mehrere Songs aus dem ersten Album «K Tebe» («Zu Dir»).
Am 28. und 29. März 2015 fand im Palast Ukrajina in Kiew die Premiere des Konzerts mit Songs aus dem Musical «Notre-Dame de Paris» statt. Jewgeni Litwinkowitsch bekam die Rolle von Kloppen, dem König von dem Platz der Wunder. Jewgeni Litwinkowitsch führte folgender Lieder auf: «Les Sans-Papiers», «La Cour des Miracles», «Condamnés - solo», sowie «Fatalité», «Où Est-Elle?», «Libérés», «L'Attaque de Notre-Dame» - zusammen mit anderen Solisten.
Vom 16. April bis 27. Mai 2015 tourte Litwinkowitsch mit dem Konzertprogramm «Liebe und Frieden» durch zwanzig ukrainische Städte. Gleichzeitig mit dem Start der Tour erschien die vierte CD von Jewgeni Litwinkowitsch, die 19 der besten Songs aus dem Repertoire des Künstlers umfasst. Nach der Rückkehr von der Tour, gewann Jewgeni Litwinkowitsch am 29. Mai den Preis «Sänger des Jahres - 2014» nach den Ergebnissen des ukrainischen Wettbewerbs der sozialen Präferenzen «Favorites of Success».

## Diskografie

### Alben
- 2013: «Snaki Sodiaka» («Zeichen des Tierkreises»)
- 2013: «K Tebe» («Zu Dir»)
- 2014: «Sdes i Sejtschas» («Hier und Jetzt»)
- 2015: «Favoriten»

### Videoclips
- 2013: «Snaki Sodiaka» («Zeichen des Tierkreises»)
- 2013: «K Tebe» («Zu Dir»)